# Сойон Чон
Чон «Джей» Сойон (кор.: хангиль: 정소연, нар. 25 лютого 1983) — південнокорейська письменниця-фантастка, педагогиня, перекладачка і юристка. Вона є співзасновницеюм Спілки письменників-фантастів Республіки Корея та очолює спілку з 19 грудня 2017 року.

## Життя і кар'єра
Чон народилася 1983 року в Масані, провінція Південний Кьонсан, Південна Корея. Вона відвідувала Сеульський національний університет, де здобула спеціальність із соціального забезпечення та філософії. Вона отримала ступінь доктора права в Юридичній школі Йонсей, Сеул, і зараз проживає в Сеулі.
Починаючи з підліткового віку, вона активно займається спільнотою південнокорейських фантастів і вважається важливою фігурою в цій галузі. 2004 року вона почала свою кар'єру як авторка наукової фантастики. Чон була однією із засновниць Webzine Mirror. Вона здебільшого перекладала сучасну американську наукову фантастику, зокрема «Швидкість темряви», «Там, де до пізньої пори птахи так солодко співали», "Марсіанське дитя " та «Жебраки в Іспанії». Як письменниця, вона найбільш відома своїм оповіданням «Космічне Го», відзначеним нагородами. Коміксова версія цього оповідання була випущена безкоштовно та стала вірусною. Її збірка оповідань «Йон Хі, сусіди» була видана 2015 року.
Як юристка Чон відома переважно своєю адвокатською діяльністю. Вона є активним членом Minbyun (Юристи за демократичне суспільство). Відомо, що нещодавно вона заснувала власний стипендіальний фонд Boda Initiative, який підтримує вищу освіту для менш привілейованих дівчат в Азії.
З 2009 по 2011 рік Чон викладала наукову фантастику в Культурному центрі Мунджі. Зараз вона викладач Академії Чанбі.

## Нагороди
- 2005 Науково-технічна творча премія («Космічне Го»).
- 2006 Літературна премія Сеульського національного університету.
- Подяка Асоціації юристів Сеула 2017 року.[11]

## Вибрані праці

### Праці корейською мовою
- «Космічне Ґо» (повість, 2005)
- «Йон Хі, сусіди» (Changbi, 2015; YA Book of the Year 2015)

### Праці в перекладі на англійську
- «Космічний Го»: книзі «Readymade Bodhisattva», Kaya Press
- «Додому» : Guernica
- «Цвітіння» : Clarkesworld Magazine